# António Alçada Baptista
António Alfredo da Fonseca Tavares Alçada Baptista GCC • OSE (Santa Maria Maior, Covilhã, 29 de janeiro de 1927 – Lisboa, 7 de dezembro de 2008) foi um advogado e romancista português.

## Biografia
Nasceu a 29 de janeiro de 1927, na freguesia de Santa Maria Maior, na Covilhã. Era filho do médico Luís Vítor Tavares Baptista e da sua mulher, Maria da Natividade da Fonseca Alçada Baptista, ambos naturais da Covilhã (freguesia de São Pedro).
Foi no colégio jesuíta Nun'Álvares, em Santo Tirso, onde entrou aquando do último ano da instrução primária, que realizou todos os seus estudos pré-universitários. Licenciado em direito, no ano de 1950, pela Faculdade de Direito da Universidade de Lisboa, dedicou-se à advocacia, a que sobreveio a actividade editorial e literária. 
A 20 de março de 1950, casou na capela de Nossa Senhora da Lapa, em Lisboa, com Maria José de Magalhães Coutinho Guedes (Lapa, Lisboa, 1929 – 20 de janeiro de 2005), filha do engenheiro Francisco José Nobre Guedes e de sua primeira mulher Maria José de Vilhena de Magalhães Coutinho Guedes, natural de Ferreira do Alentejo.
Em 1957, comprou a Moraes Editora, cuja direcção assumiu, até ao ano de 1972. A 29 de Janeiro de 1963 fundou a revista O Tempo e o Modo. Após o 25 de Abril, dirigiu o jornal O Dia (1975) e foi presidente do Instituto Português do Livro (1979-1985).
No entanto, foi a partir dos anos 70 que ele começou a actividade da escrita propriamente dita, através de crónicas em diversos órgãos sociais e também da sua primeira obra publicada: Documentos Políticos (crónicas e ensaios).
A sua dedicação à cultura da língua portuguesa valeu-lhe uma indigitação para adido cultural de Portugal no Brasil. Foi feito Oficial da Ordem Militar de Sant'Iago da Espada a 3 de Agosto de 1983 e agraciado com a Grã-Cruz da Ordem Militar de Cristo a 4 de Janeiro de 1996. Foi também homenageado pela câmara municipal da Covilhã ao lhe ser atribuída a Medalha de mérito municipal, no ano de 1999.
Faleceu em 7 de Dezembro de 2008, em Lisboa.
Após a sua morte foi homenageado pela Sociedade Portuguesa de Autores com a medalha de honra desta mesma entidade e ainda foi criado um prémio de literatura memorialista e autobiográfica com o seu nome. Desde 2014 o seu nome está consagrado na toponímia de Lisboa através da Rua António Alçada Baptista, que foi inaugurada em Janeiro de 2016 na Urbanização Benfica Stadium, na freguesia de São Domingos de Benfica. É também homenageado numa rua da Urbanização da Quinta do Gil, na Charneca da Caparica, concelho de Almada.

### Caráter
Tal como se reflecte nas suas obras, Alçada Baptista é uma pessoa muito dada aos sentimentos e ao afecto, exactamente como Manuel Alegre descrevia: "Era uma figura multifacetada, com uma cultura vastíssima, e um homem muito afectuoso nas suas relações com os amigos e a família".

## Obra literária
Nas obras de António Alçada Baptista vemos retratadas as interacções afectivas e as vidas humanas, não só através da sua própria experiência, mas também tendo em conta o mundo que o rodeava. Para ele, a vida era mais importante que a escrita e é nisto que ele se foca ao escrever as suas obras. Utilizando aspectos comuns a seres humanos como a saudade da infância e convívios com/entre pessoas para que o público se identifique mais com as suas obras, mantendo-as assim sempre actuais. Foi muito influenciado por Alexandre O’Neill, um dos seus maiores amigos, e pelas viagens que foi fazendo ao longo da vida, cimentou assim valores e causas através das quais se foi expressando, sendo a liberdade um dos valores mais importantes para ele. As suas obras repartem-se por ensaios, crónicas, romances e ficção.

### Obras
- 1970 - Documentos Políticos (crónicas e ensaios)
- 1971 - Peregrinação Interior I - Reflexões sobre Deus
- 1973 - O Tempo nas Palavras
- 1973 - Conversas com Marcello Caetano
- 1982 - Peregrinação Interior II - O Anjo da Esperança
- 1984 - Uma vida melhor
- 1985 - Os Nós e os Laços (romance)
- 1988 - Catarina ou a Sabor da Maçã
- 1989 - Tia Suzana, Meu Amor (romance)
- 1994 - O Riso de Deus (romance)
- 1998 - A Pesca À Linha, Algumas Memórias
- 1999 - O Tecido do Outono (romance)
- 2002 - Um olhar à nossa volta
- 2003 - A Cor dos Dias